# Schlesierschild
Der Schlesierschild  ist die höchste Auszeichnung der Landsmannschaft Schlesien.

## Vorlage und Ausführung
Als Vorlage für den Schlesierschild dient der schlesische Abstimmungsadler. Der Schlesierschild zeigt den silbernen Adler auf goldenem Grund.

## Verleihung
Der Schlesierschild wurde erstmals am 9. Juni 1961 in Hannover verliehen. Die Auszeichnung kann nur an 30 lebende Persönlichkeiten verliehen werden.

## Träger des Schlesierschildes
1961
- Paul Löbe (1875–1967), Politiker und Reichstagspräsident
- Hinrich Wilhelm Kopf (1893–1961), Ministerpräsident von Niedersachsen
- Wolfgang Jaenicke (1881–1968), Diplomat

1962
- Joseph Ferche (1888–1965), Weihbischof
- Joachim Konrad (1903–1979), evangelischer Theologe
- Friedrich Bischoff (1896–1976), Schriftsteller
- Arnold Ulitz (1888–1971), Schriftsteller

1965
- Konrad Adenauer (1876–1967), Bundeskanzler a. D.
- Oskar Golombek, Päpstlicher Protonotar
- Ulrich Bunzel, Kirchenrat
- Max Tau (1897–1976), deutsch-norwegischer Schriftsteller
- Hans-Christian Dierig, Schriftsteller

1967
- Kurt Engelbert (1886–1967), Prälat
- Ernst Scheyer (1900–1985), Kunsthistoriker
- Walter Rinke (1895–1983), Politiker
- Otto Graf Pückler

1969
- Günther Grundmann (1892–1976)
- Gerhard Hultsch (1911–1992), evangelischer Pfarrer und Kirchenrat
- Heinrich Süssmuth

1971
- Ernst Hornig (1894–1976), evangelischer Bischof
- Hanna Reitsch (1912–1979), Pilotin
- Erich Schellhaus (1901–1983), Vertriebenenminister in Niedersachsen a. D.
- Karl Theodor Freiherr von und zu Guttenberg (1921–1972), Politiker

1973
- Wilhelm Scheperjans (1912–1998), katholischer Geistlicher
- Otto Klöden (1895–1986), Politiker und Vertriebenenfunktionär
- Ernst Birke (1908–1980), Historiker

1975
- Anton Belda (1885–1989), Politiker und Vertriebenenfunktionär
- Hermann Gramatte, Rektor
- Alfons Goppel (1905–1991), Ministerpräsident von Bayern
- Ambrosius Rose, Ordensgeistlicher

1977
- Maximilian Himmel
- Herbert Stabrin, Unternehmer
- Hans Thieme (1906–2000), Jurist und Rechtshistoriker

1978
- Wilhelm Menzel (1898–1980), Volkskundler und Philologe

1979
- Mia Gräfin Schaffgotsch
- Rudolf Kurnoth, Dechant
- Eberhard Schwarz, Probst
- Gerhard Webersinn (1904–1993), Historiker

1981
- Hubert Thienel (1904–1987), katholischer Geistlicher, Prälat und Apostolischer Visitator
- Heinrich Windelen (1921–2015), Bundesminister
- Viktor Kupka

1983
- Helmut Keiner
- Gerhard Simon, Unternehmer und Stifter der Erika-Simon-Stiftung
- Johannes Wiedner
- Gottfried Milde (1934–2018), MdL und Innenminister in Hessen

1985
- Franz Mader (1912–1988), Jurist, Offizier und Politiker
- Erwin Gregor († 2007), Vertriebenenfunktionär
- Gotthard Speer (1915–2005)
- Ernst Albrecht (1930–2014), Ministerpräsident von Niedersachsen

1987
- Franz Josef Strauß (1915–1988), Ministerpräsident von Bayern
- Johannes Leppich (1915–1992), katholischer Priester
- Hans Weber
- Richard Haase (1921–2013), Jurist
- Gottfried Klapper (1917–2003), Oberkirchenrat

1989
- Franz Scholz (1909–1998), katholischer Theologe
- Alfred Dregger (1920–2002), Politiker und MdB
- Edith Harbarth, Mitbegründerin der Volkskunstbewegung Europeade
- Martin Machatzke (postum)

1991
- Otto von Habsburg (1912–2011), Politiker und MdEP
- Johannes Kroll (1918–2000), polnischer Politiker der deutschen Minderheit
- Blasius Hanczuch (* 1937), Tischler und Künstler
- Heinrich Rzega, Pfarrer

1993
- Louis Ferdinand von Preußen (1907–1994), Adliger
- Erich Mende (1916–1998), Politiker
- Erle Bach (1927–1996), Schriftstellerin
- Robert Müller-Kox, Mitbegründer der Volkskunstbewegung Europeade

1995
- Bernhard Huhn (1921–2007), katholischer Bischof
- Joachim Rogge (1929–2000), evangelischer Bischof
- Gertrud Waldberg
- Herbert Hupka (1915–2006), Politiker und Vertriebenenfunktionär

1997
- Gerda Benz
- Josef Joachim Menzel (1933–2020), Historiker
- Leo Stosch
- Adalbert Kurzeja (1920–2016), Ordensgeistlicher

1998
- Heinrich Trierenberg (1913–2010), Dichterjurist und Vertriebenenfunktionär
- Josef Gonschior
- Hartmut Stelzer (1933–2024), Unternehmer[3]

1999
- Gudrun Schmidt (* 1941), Journalistin
- Winfried König (1932–2015), katholischer Geistlicher und Apostolischer Protonotar
- Gebhard Glück (1930–2009), bayerischer Staatsminister

2001
- Friedrich-Carl Schultze-Rhonhof (1925–2014), Wissenschaftler und Autor
- Barbara Stamm (1944–2022), bayerische Staatsministerin

2003
- Günther Beckstein (* 1943), bayerischer Staatsminister und MdL
- Konrad Werner

2005
- Barbara Suchner (1922–2010), Lyrikerin und Schriftstellerin
- Christa Stewens (* 1945), bayerische Staatsministerin und MdL
- Bruno Kosak (1936–2019), deutsch-polnischer Politiker

2007
- Gerhard Pieschl (* 1934), Weihbischof

2009
- Franz Jung (* 1936), Apostolischer Protonotar
- Christian-Erdmann Schott (1932–2016), Pfarrer

2011
- Uwe Schünemann (* 1964), Innenminister in Niedersachsen
- Alfons Nossol (* 1932), Erzbischof

2015
- Peter Großpietsch[4]

2018
- Hans-Joachim Muschiol[5]
- Volker Bouffier, Ministerpräsident von Hessen[6]

2019
- Boris Pistorius, niedersächsischer Minister für Inneres und Sport[7]

2020
- Horst Milde (1933–2023), Mitglied des Landtages und Landtagspräsident in Niedersachsen[8]

2021
- Volker Bandmann (* 1951), Mitglied des Landtages im Freistaat Sachsen

2024
- Margarete Ziegler-Raschdorf (* 1951), Landesbeauftragte der Hessischen Landesregierung für Heimatvertriebene und Spätaussiedler